# Conocephalum conicum
Conocephalum conicum là một loài rêu trong họ Conocephalaceae. Loài này được L. Underw. mô tả khoa học đầu tiên năm 1895.

## Hình ảnh

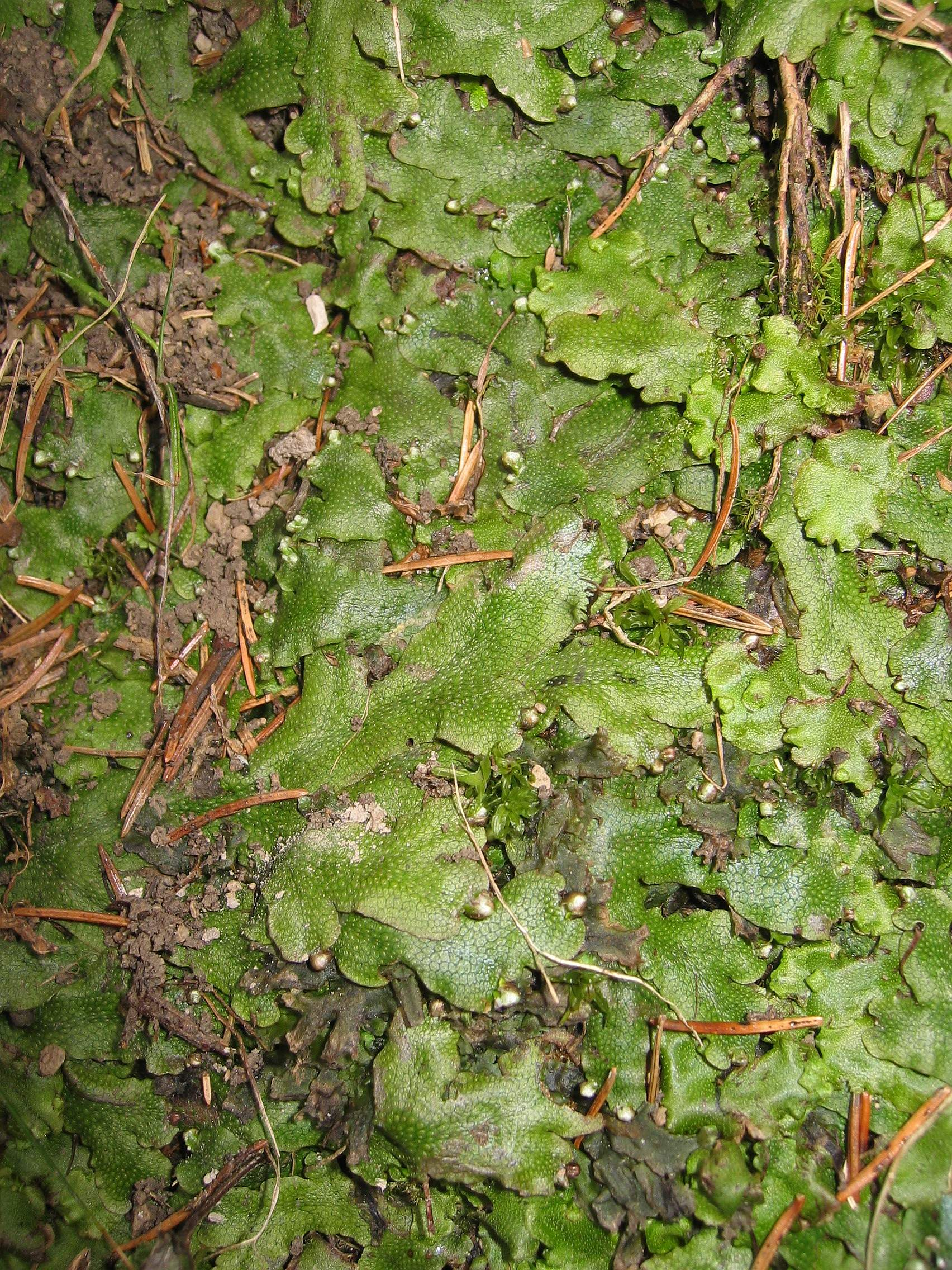
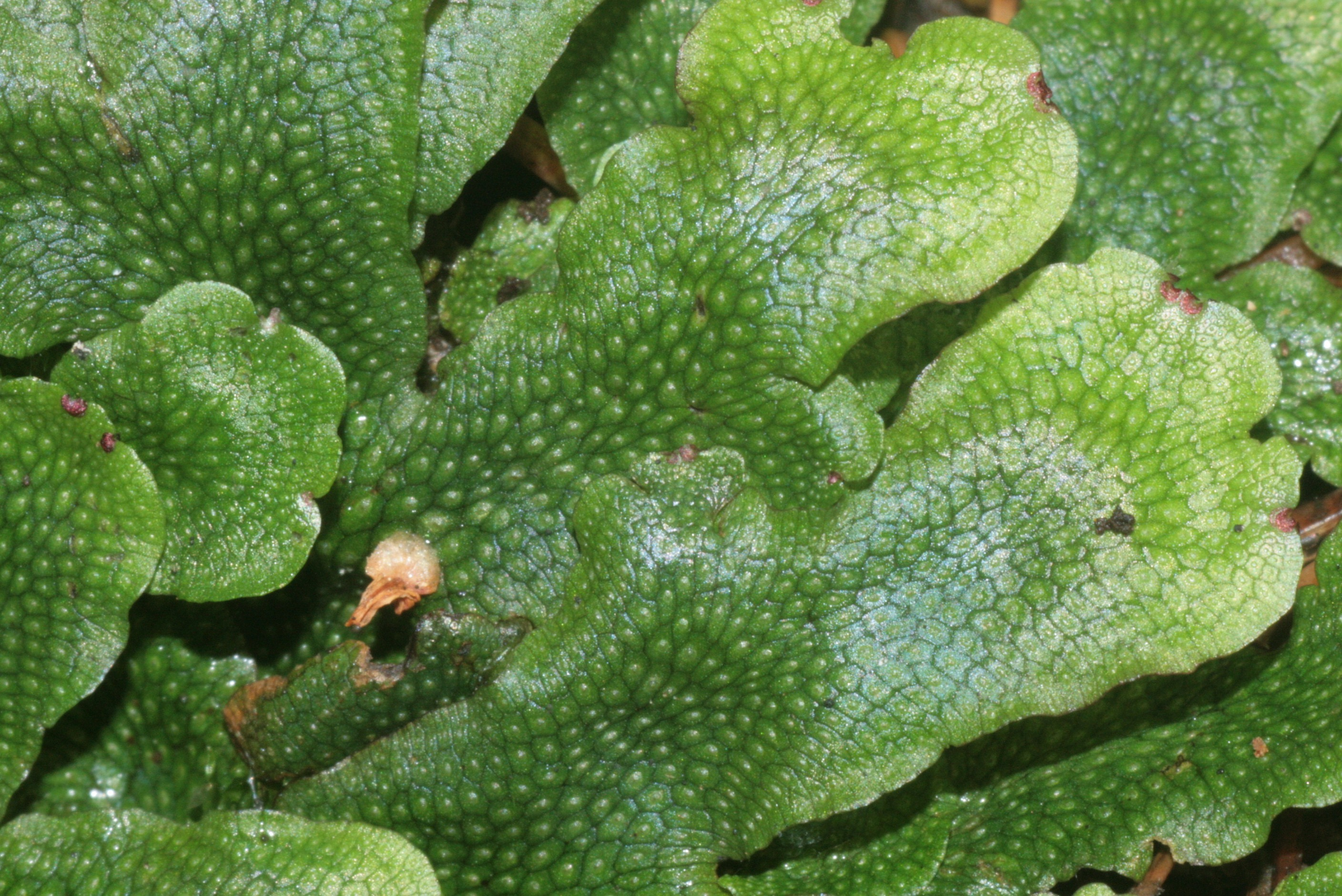
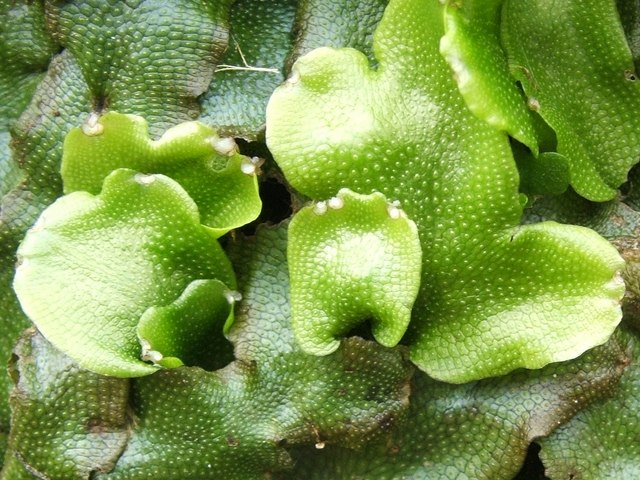
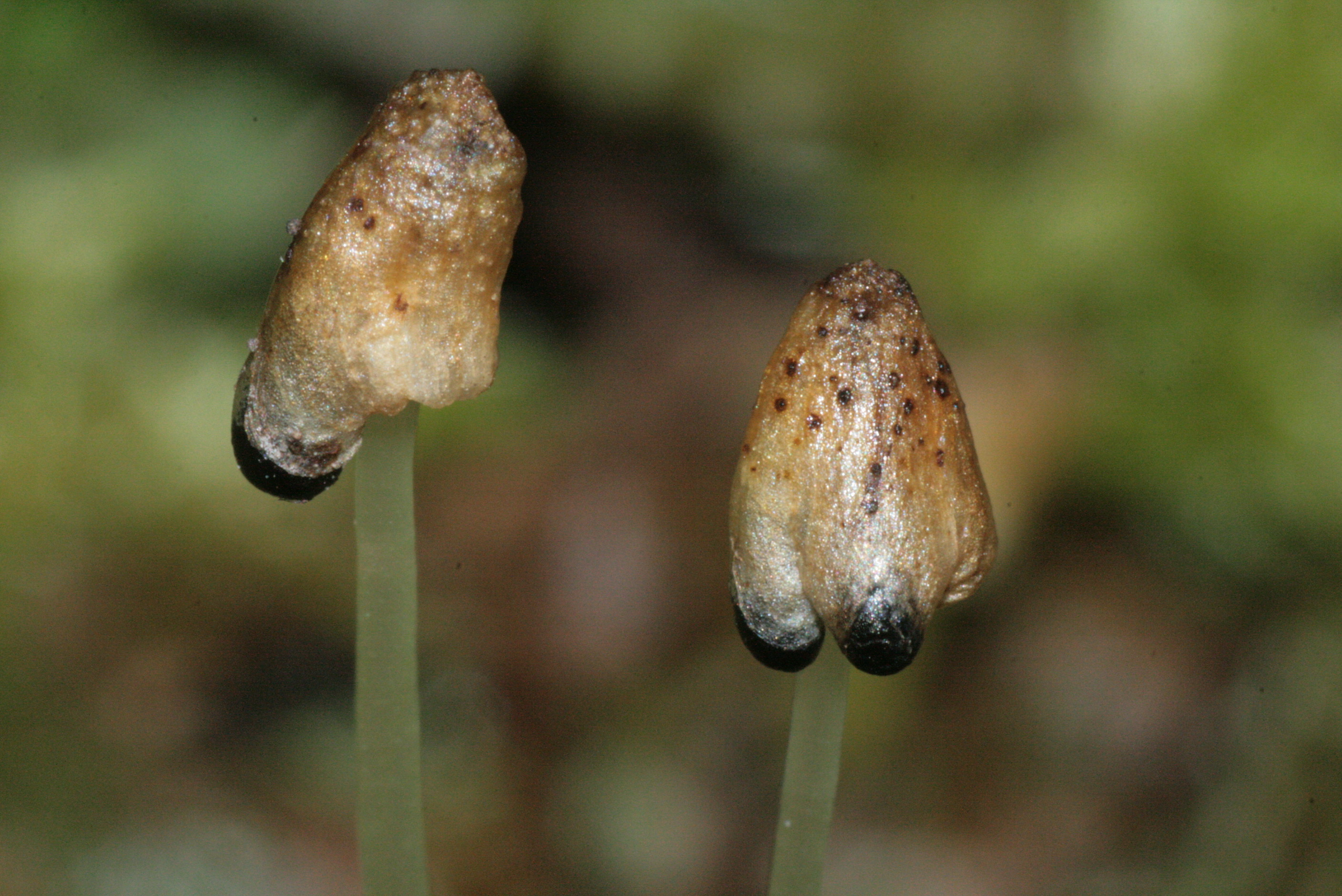